# Trégourez
Trégourez [tʁeguʁɛz] est une commune du département du Finistère, dans la région Bretagne, en France.

## Géographie

### Localisation
Trégourez est une commune de Cornouaille située au sud-ouest de la partie occidentale de la Montagne de Laz, appendice des Montagnes Noires,  au cœur de la vallée de l'Odet et relativement éloignée des centres urbains (Rosporden est à 16 km, Châteaulin à 20 km, Quimper à 21 km, Concarneau à 26 km)
La commune fait partie traditionnellement du Pays Glazik.
Elle se trouve dans l'aire d'attraction de Quimper et dans sa zone d'emploi, ainsi que dans le bassin de vie de Châteauneuf-du-Faou.

### Communes limitrophes
Les communes limitrophes sont  Coray, Edern, Langolen et Laz.
|          |           | Laz    |
| Edern    | Trégourez | Leuhan |
| Langolen | Coray     |        |

### Géologie et relief
La superficie de la commune est de 17,72 km2 ; son altitude varie de 85  à   227 mètres.
Le nord de la commune est principalement constitué de grès et la partie sud de schistes. Un filon de kersantite affleure près de Pontouarc'h. Des affleurements de poudingue de Gourin existent également.
Le territoire communal est assez peu accidenté, l'altitude moyenne est de 130 mètres, les altitudes variant de 216 mètres dans le nord de la commune où les derniers Menez ("hauteur" ou "mont" en breton) des prolongements occidentaux de la Montagne de Laz sont présents (deux hameaux se nomment Ménez Kergréac'h et Le Ménic), à 84 mètres à l'extrême sud-ouest au sud de Penn ar Pont à la confluence de l'Odet, qui sert de limite sud-est de la commune, la séparant de celle de Coray, et de son affluent de rive droite le Guip, dont la source se trouve près du hameau du Ménic. Un autre affluent de rive droite de l'Odet, le ruisseau du Pont Neuf, sépare à l'ouest Trégourez de la commune voisine de Langolen.

### Hydrographie
Pour un article plus général, voir Réseau hydrographique du Finistère.
La commune est située dans le bassin Loire-Bretagne. Elle est drainée par l'Odet, le ruisseau ar Guip, le ruisseau du Pont neuf et divers autres petits cours d'eau,.
L'Odet, d'une longueur de 63 km, prend sa source dans la commune de Saint-Goazec et se jette  dans l'anse de Bénodet entre les communes de Combrit et de Bénodet, après avoir traversé onze communes.  Les caractéristiques hydrologiques de l'Odet sont données par la station hydrologique située sur la commune de Leuhan. Le débit moyen mensuel est de 0,393 m3/s. Le débit moyen journalier maximum est de 9,76 m3/s, atteint lors de la crue du 12 décembre 2000. Le débit instantané maximal est quant à lui de 10,7 m3/s, atteint le même jour.

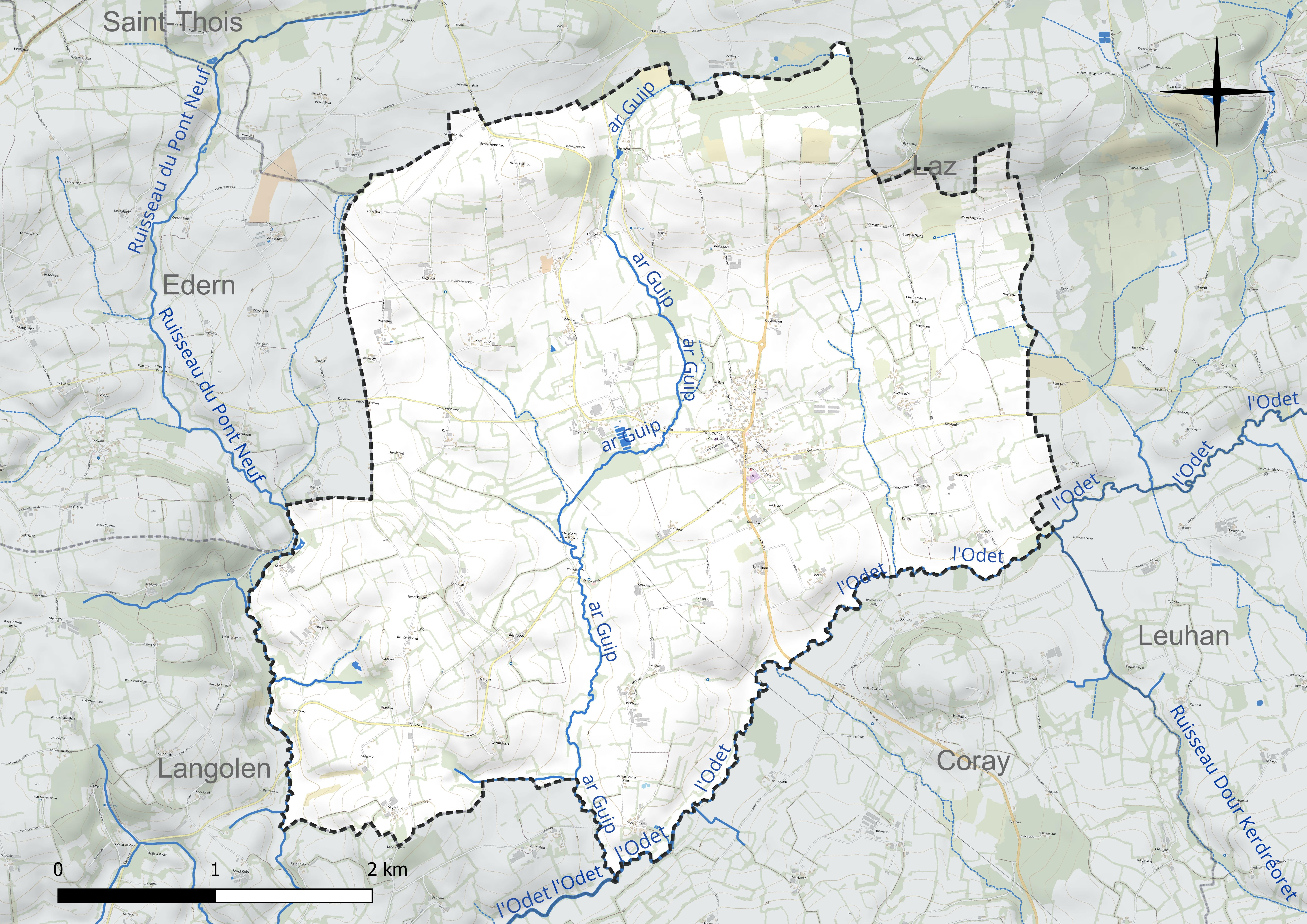
Réseau hydrographique de Trégourez.

### Climat
Pour des articles plus généraux, voir Climat de la Bretagne et Climat du Finistère.
En 2010, le climat de la commune est de type climat océanique franc, selon une étude du CNRS s'appuyant sur une série de données couvrant la période 1971-2000. En 2020, Météo-France publie une typologie des climats de la France métropolitaine dans laquelle la commune est exposée à un climat océanique et est dans la région climatique Bretagne orientale et méridionale, Pays nantais, Vendée, caractérisée par une faible pluviométrie en été et une bonne insolation. Parallèlement l'observatoire de l'environnement en Bretagne publie en 2020 un zonage climatique de la région Bretagne, s'appuyant sur des données de Météo-France de 2009. La commune est, selon ce zonage, dans la zone « Monts d'Arrée », avec des hivers froids, peu de chaleurs et de fortes pluies.
Pour la période 1971-2000, la température annuelle moyenne est de 11,2 °C, avec  une amplitude thermique annuelle de 11,4 °C. Le cumul annuel moyen de précipitations est de 1 205 mm, avec 16,3 jours de précipitations en janvier et 8,8 jours en juillet. Pour la période 1991-2020, la température moyenne annuelle observée sur la station météorologique la plus proche, située sur la commune de Coray à 6 km à vol d'oiseau, est de 11,3 °C et le cumul annuel moyen de précipitations est de 1 423,1 mm,. Pour l'avenir, les paramètres climatiques de la commune estimés pour 2050 selon différents scénarios d'émission de gaz à effet de serre sont consultables sur un site dédié publié par Météo-France en novembre 2022.

## Urbanisme

### Typologie
Au 1er janvier 2024, Trégourez est catégorisée commune rurale à habitat dispersé, selon la nouvelle grille communale de densité à 7 niveaux définie par l'Insee en 2022.
Elle est située hors unité urbaine.
Par ailleurs la commune fait partie de l'aire d'attraction de Quimper, dont elle est une commune de la couronne,. Cette aire, qui regroupe 58 communes, est catégorisée dans les aires de 200 000 à moins de 700 000 habitants,.

### Occupation des sols

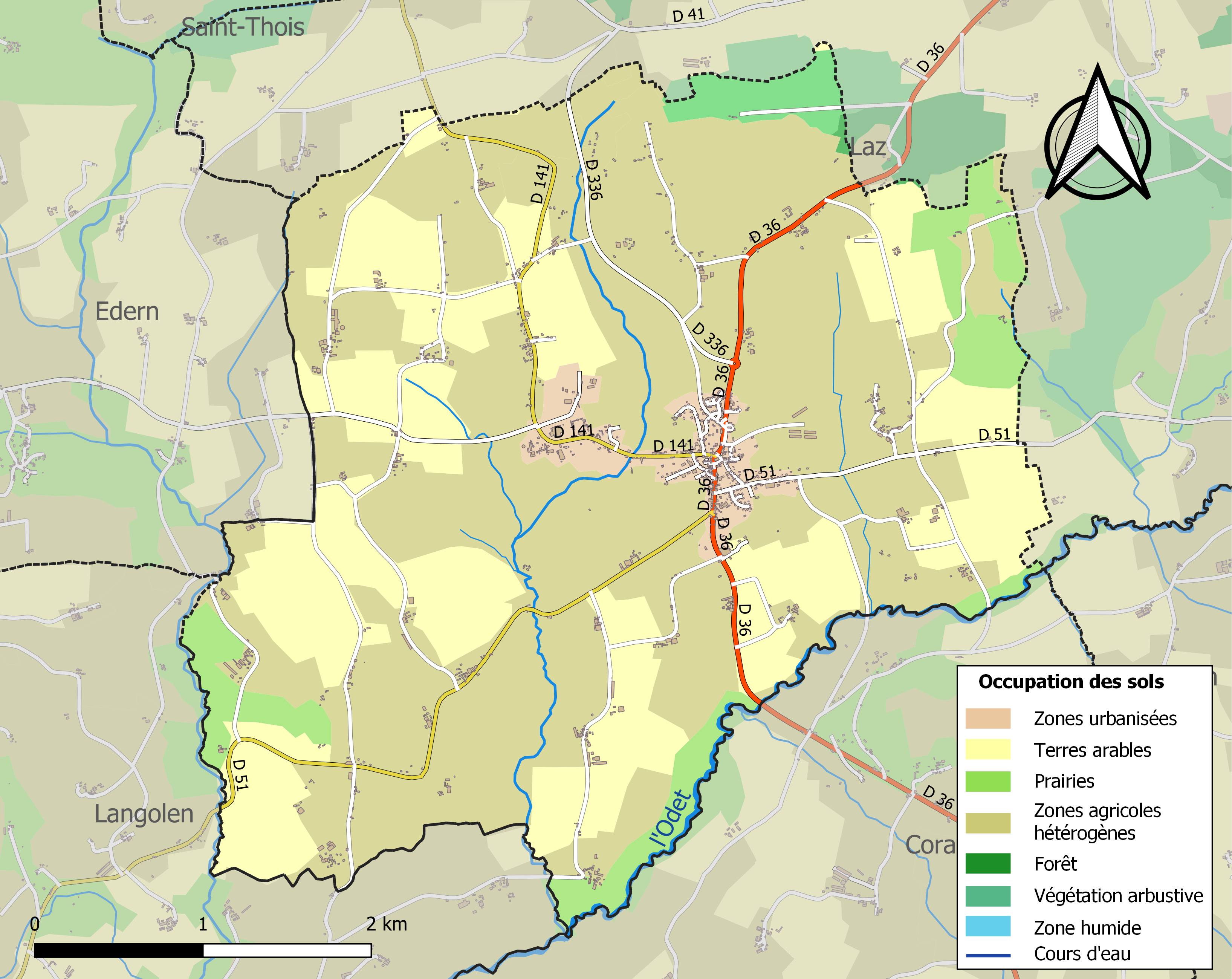
Carte des infrastructures et de l'occupation des sols de la commune en 2018 (CLC).

L'occupation des sols de la commune, telle qu'elle ressort de la base de données européenne d'occupation biophysique des sols Corine Land Cover (CLC), est marquée par l'importance des territoires agricoles (94,7 % en 2018), une proportion sensiblement équivalente à celle de 1990 (95 %).
La répartition détaillée en 2018 est la suivante : zones agricoles hétérogènes (59,7 %), terres arables (28,6 %), prairies (6,3 %), zones urbanisées (3,6 %), milieux à végétation arbustive et/ou herbacée (1,6 %), forêts (0,1 %).
L'évolution de l'occupation des sols de la commune et de ses infrastructures peut être observée sur les différentes représentations cartographiques du territoire : la carte de Cassini (XVIIIe siècle), la carte d'état-major (1820-1866) et les cartes ou photos aériennes de l'IGN pour la période actuelle (1950 à aujourd'hui).

### Morphologie urbaine
La commune est totalement rurale, présentant un paysage de bocage et d'habitat dispersé en de nombreux hameaux, certains d'assez grande taille comme Kergréac'h à l'est du bourg, Kerhuon et Keroret à l'ouest et au nord-ouest, Penn ar Pont et Kerléonec au sud et au sud-ouest, etc. Le bourg, édifié sur une légère éminence, connaît une modeste extension en étoile le long des routes ces dernières années.

### Habitat et logement
En 2021, le nombre total de logements dans la commune était de 554, alors qu'il était de 541 en 2016 et de 508 en 2011.
Parmi ces logements, 80,1 % étaient des résidences principales, 10,9 % des résidences secondaires et 8,9 % des logements vacants. Ces logements étaient pour 94,6 % d'entre eux des maisons individuelles et pour 5,4 % des appartements.
Le tableau ci-dessous présente la typologie des logements à Trégourez en 2021 en comparaison avec celle du Finistère et de la France entière. Une caractéristique marquante du parc de logements est ainsi une proportion de résidences secondaires et logements occasionnels (10,9 %) inférieure à celle du département (13,6 %) mais supérieure à celle de la France entière (9,7 %).
| Typologie                                               | Trégourez | Finistère | France entière |
| ------------------------------------------------------- | --------- | --------- | -------------- |
| Résidences principales (en %)                           | 80,1      | 79,3      | 82,2           |
| Résidences secondaires et logements occasionnels (en %) | 10,9      | 13,6      | 9,7            |
| Logements vacants (en %)                                | 8,9       | 7,1       | 8,1            |

### Voies de communication et transports
La commune  n'est desservie par aucune voie ferrée, ni voie express, mais uniquement par des routes départementales (D36, D51, D336).

## Toponymie
Tregourez, en breton.
Attesté sous les formes Vicaria Trechoruus et Trechorus au XIe siècle, Tregoures en 1395 et 1400 et Tregourez en 1426.
Le nom Trégourez proviendrait du breton Tre (en français « au-delà »)[Quoi ?] et le suffixe gourez et serait une déformation de Coray, le nom complet signifiant donc « au-delà de Coray », séparé de Coray par l'Odet, mais cela reste très incertain. Selon une autre explication, finalement assez voisine et aussi fantaisiste que la précédente, le nom Dreo-Gouere signifierait « La trève du bas » et C'horre, à l'origine du nom Coray, « la trève du haut ».[Information douteuse]
La paroisse serait issue du démembrement de la paroisse de Laz.

## Histoire

### Préhistoire
Un tumulus d'un mètre de haut et de 35 mètres de diamètre existait dans la parcelle dite Goarem-Coz, près du hameau de Kergarédic, à deux kilomètres environ au nord-ouest du bourg.

### Moyen Âge
Dès le XIe siècle, Trégourez forme une paroisse de l'évêché de Cornouaille, englobant alors les hameaux de Gulvain et Lannarnec, qui dépendent désormais de la commune d'Edern.
Deux mottes féodales sont connues à Trégourez, l'une près de Kerfaro, l'autre au lieu-dit "Coat la Motte", mais il n'en subsiste pas grand-chose, juste un bombement dans un champ pour les deux sites.
La famille de Kerguz, seigneur du dit-lieu de Kerguz, est présente aux réformations et montres de l'évêché de Cornouaille entre 1426 et 1562. Vers 1500, Yvon de Kerguz, époux de Catherine de Tréanna, offre un vitrail à la chapelle Notre-Dame-de-Ponthouar. Pierre de Kerguz fut abbé de l'abbaye sainte-Croix de Quimperlé entre 1500 et 1520. Deux nobles, Guillaume de Kerguz et Hervé du Quinquis, tous deux archers en brigandine, sont cités à la montre de l'évêché de Cornouaille de 1481 et trois (Barthélémy Le Quinquis, Louis de Kersulien, Charles Le Corre) à celle de 1562.
Les seigneuries de La Villeneuve, Crec'hanveil et Kerguiridic en Trégourez dépendaient de la baronnie de Laz, avant d'être rattachée par la suite au marquisat de La Roche-Helgomarc'h.

### Temps modernes

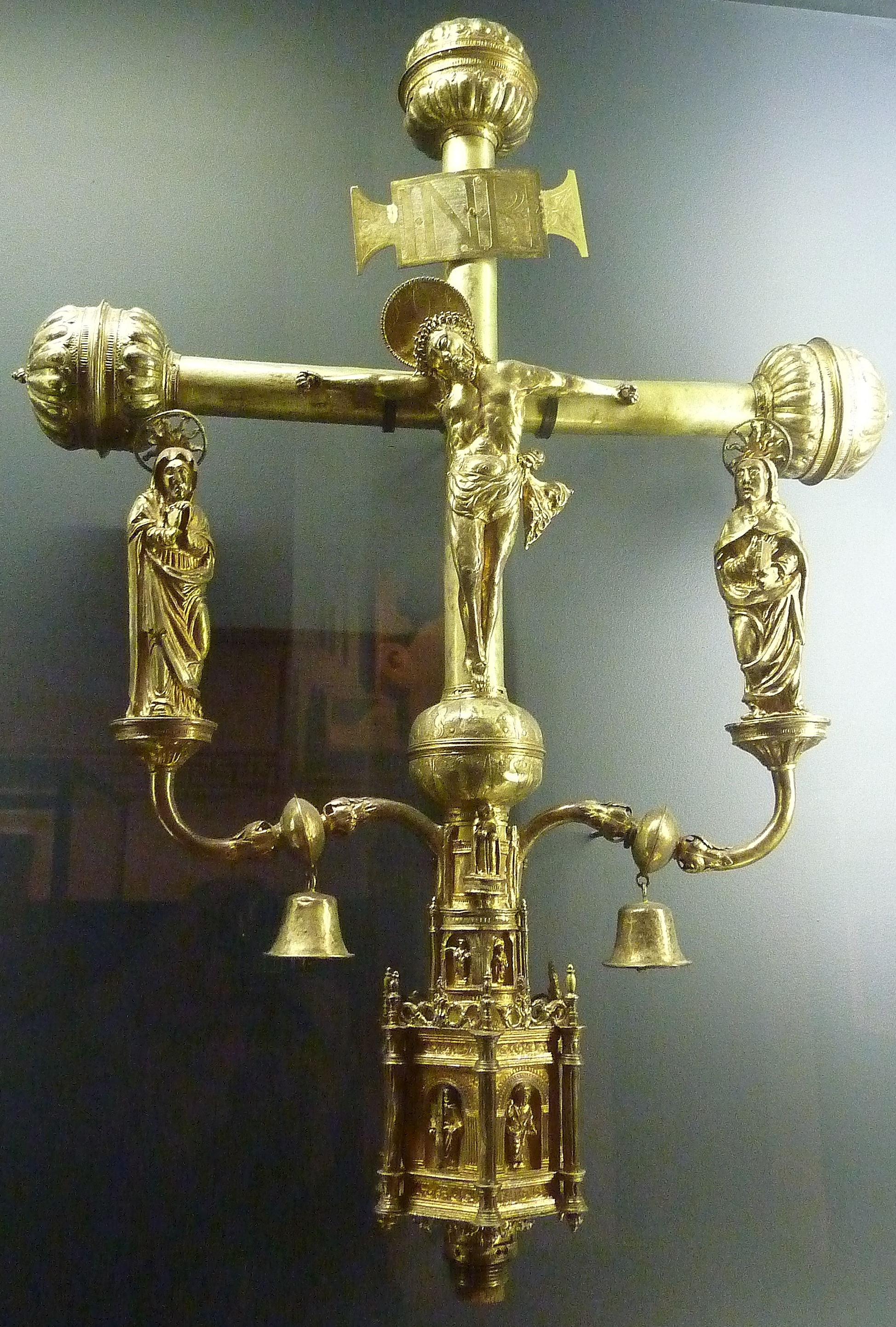
Trégourez : croix de procession en argent doré (fin du XVIe siècle).

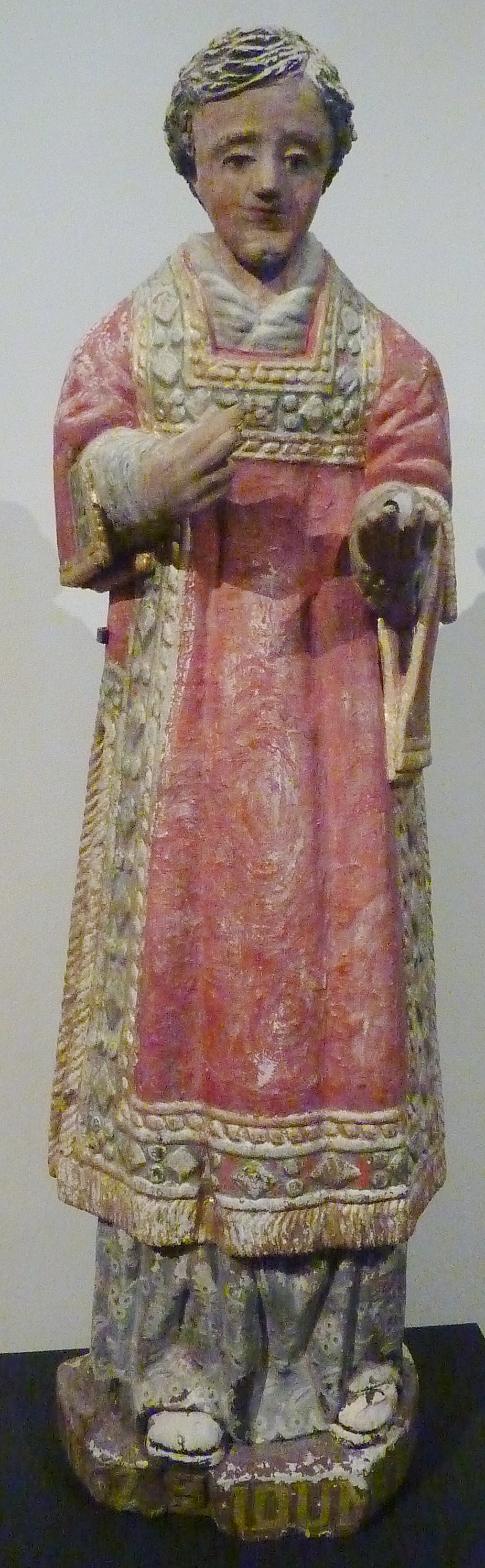
Trégourez : statue de saint Idunet datant de 1652.

Un aveu d'Anne de Laval concernant la seigneurie de Kergorlay date de 1543.
Un recteur de Trégourez a ainsi décrit la paroisse en 1672 : « Dans la haute vallée de l'Odet, sur le versant sur des Montagnes noires, pointe au-dessus des arbres le fin clocher de Trégourez. C'est une paroisse variée d'aspect, étalant la luxuriance de ses bocages et de ses paisibles verdures tout à la lisière des garennes désertiques et vraiment noires de la "montagne" ».
La seigneurie de Gouërec est citée en 1673 ; elle appartenait alors à Anne du Couëdic, épouse de Guillaume du Fresnay, seigneur de Barregan au Faouët. En 1723, elle est la propriété de Jean-Baptiste de Bec de Lièvre, conseiller du roi. Un manoir est construit à Gouërec en 1780 par Jean-Baptiste Mahé et Marie-Élisabeth Floch, un second manoir étant construit plus tard en 1836 par un autre Jean-Baptiste Mahé et Marie-Perrine Saouen. Un autre manoir existait à Kernaliou, propriété successivement des familles Dalayeun puis Le Poulinguen ; il fut reconstruit dans la seconde moitié du XVIIIe siècle entre 1764 et 1776 par Yves Le Poulinguen et Corentine Mahé.
En 1732, Grégoire de Rostrenen indique dans son Dictionnaire françois celtique ou françois breton : « Il y a 13 feux dans Trégourez (...), chacun de 30 journeaux de terre, tant chaude que froide ».
Jean-Baptiste Ogée écrit en 1778 dans son Dictionnaire : « On y compte 1 000 communiants. Le territoire de Trégourez, en partie occupé par les Montagnes Noires et par les landes, dont le sol est aussi peu propre à la culture que celui des montagnes, n'offre à la vue que quelques cantons de terres labourables. On y remarquait jadis la forêt de Coatéol, qui avait trois lieues de circuit [circonférence] ».

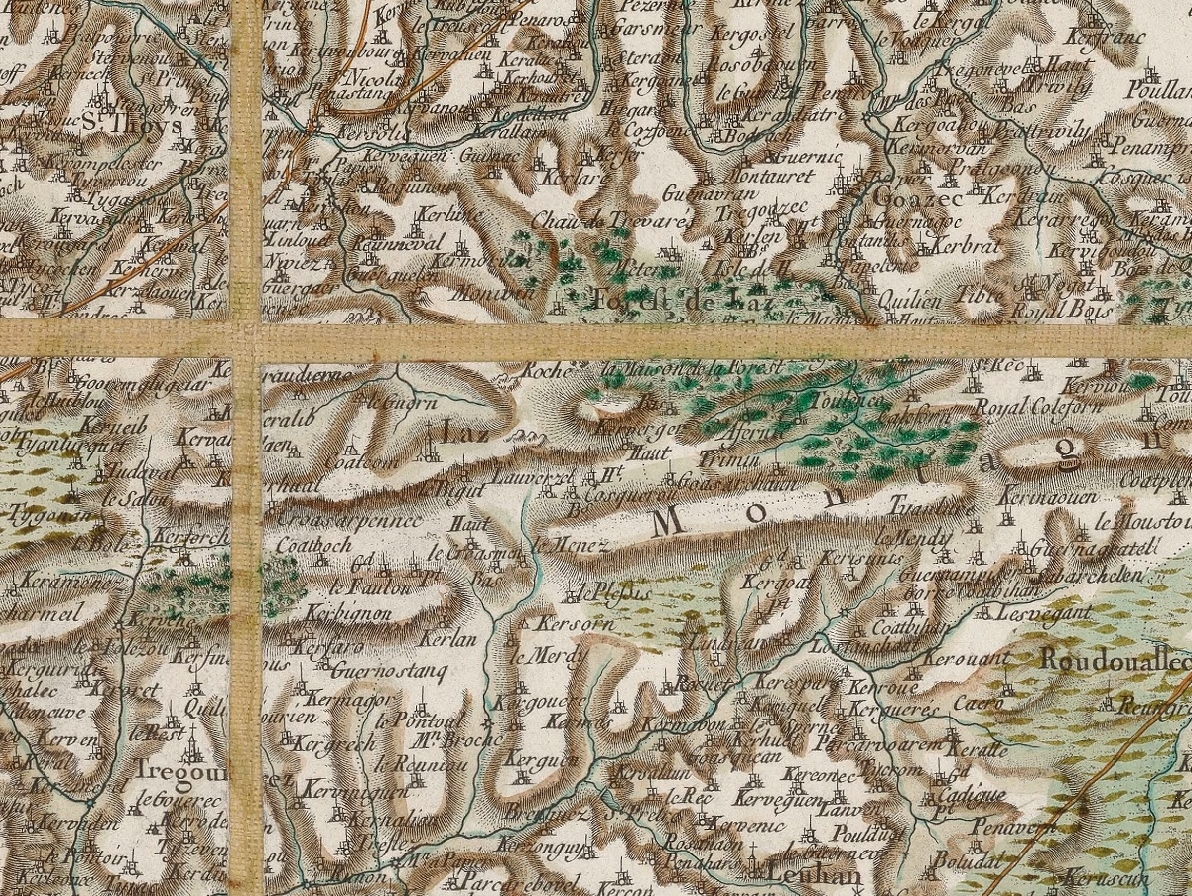
Trégourez sur la Carte de Cassini (XVIIIe siècle).

### Révolution française et Empire
La paroisse de Trégourez, qui compte alors 100 feux, est représentée par deux députés, Laurent Péron et Corentin Le Bourhis à l'assemblée du tiers-état de la sénéchaussée de Quimper chargée de la rédaction du cahier de doléances en 1789. Le 4 août 1789, des domaniers de Trégourez et Laz envahirent le château de Trévarez.
La loi du 12 septembre 1791 crée la commune de Laz, « qui aura Trégourez comme succursale », mais la commune de Trégourez devient indépendante dès 1793.
Au printemps 1796, chargés par De Bar « de rallier des mécontents du côté de Carhaix et d'étendre l'insurrection dans le Finistère, des racoleurs parcoururent les campagnes de Langolen, Coray, Trégourez, Leuhan, Laz, prenant le nom des déserteurs, des conscrits et même des hommes mariés, et les avertissant, avec des menaces, de se tenir prêts quand on viendrait les réunir ».

### Époque contemporaine
Au début du XIXe siècle à Trégourez, près de la moitié des habitants habitent dans des pennti et sont journaliers pour la plupart ; sur 157
exploitants agricoles, 126 disposent de moins de 50 acres et 4 propriétaires seulement ont entre 100 et 125 acres.
En 1845, A. Marteville et Pierre Varin, continuateurs de Jean-Baptiste Ogée modifient la description qu'en avait fait ce dernier : « Cette commune, bien que situé sur le versant sud des Montagnes Noires, est assez fertile, et ses terres commencent à être bien cultivées. On parle le breton ». Les auteurs citent trois moulins à eau à Trégourez à cette date, ceux de Folléou, Créac'hguen et Kerraden.
La présence de loups a provoqué de nombreux récits plus ou moins imaginaires, comme celui-ci :

« Dans le marais du Yeun Merdy (Yeur ar Maerdi), entre Laz et Trégourez, un paysan qui s'appelait Yann Guernastang s'était égaré (...) ; il s'enfonça sans le marais. Il appela au secours tout en récitant des dizaines d'Ave Maria. Un loup passa alors à côté de lui et s'approcha. L'homme lui saisit la queue en poussant un grand cri. Effrayé, le loup bondit et le sortit du marais. Sur quoi le paysan dit : "Gwelloc'h un taol fardelat ewit kant Ave Maria", c'est-à-dire "Mieux vaut un bon coup de rein que trente-six Ave Maria". »

En 1869, le chemin de grande communication no 13 (actuelle route départementale D 51) venant de Quimper, était déjà « à l'état de viabilité » sur le territoire des communes d'Ergué-Gabéric, Briec et Langolen ; « la partie de Trégourez, d'une étendue de 4 kilomètres, à l'état de lacune, vient d'être à nouveau soumise au conseil municipal qui, enfin, en a adopté le tracé ». Les travaux eurent lieu en 1872.
Un rapport du Conseil général du Finistère indique en août 1880 que Trégourez fait partie des 27 communes de plus de 500 habitants du Finistère qui n'ont encore aucune école de filles.
Une foire importante se tenait tous les ans à Trégourez ; en 1890, le conseil municipal demande que la foire, qui se tenait jusque-là traditionnellement le 25 août, ait lieu désormais le 24 juillet.
Une épidémie de typhus exanthématique commença en novembre 1890 à Trégourez et dura près de deux ans.

#### Belle Époque
En octobre 1900, une épidémie de dysenterie se produit dans de nombreuses communes de l'arrondissement de Châteaulin dont Trégourez, y faisant une centaine de malades et provoquant 25 décès. « Cette épidémie est attribuée à la sécheresse des dernières années. Les puits et les fontaines étaient à sec, et la population a fait usage d'eaux malsaines. En outre, l'encombrement et la malpropreté des maisons sont devenus des facteurs importants de la maladie ».
En 1902, le maire de Trégourez, Quéré, conteste, contredisant les renseignements dont disposait la préfecture concernant sa commune, selon laquelle  « les trois quarts des enfants étaient à même de suivre le catéchisme français en français s'est faux à peine s'il y en a six ou sept » [sic, l'orthographe a été respectée, visiblement le maire lui-même a du mal à maîtriser la langue française]. La même année, le sous-préfet de Châteaulin, dans une lettre datée du 23 décembre 1902, soutient que « les trois-quarts de la population » comprennent le français.
En 1905, le traitement du curé de Trégourez, l'abbé Picart, fut un temps supprimé par décision du ministre Jean-Bienvenu Martin pour « abus de la langue bretonne », mais, à la suite des protestations suscitées par cette décision, rétabli sur décision du Préfet du Finistère.
Déclarée d'utilité publique le 12 juillet 1908, la ligne ferroviaire à voie métrique des Chemins de fer départementaux du Finistère allant de Châteauneuf-du-Faou à Rosporden, longue de 39 km, fut mise en service le 21 décembre 1912. Elle desservait les gares de Saint-Thois-Pont-Pol, Laz, Trégourez, Guernilis, Coray, Tourc'h, Bois-Jaffray-Saint-Guénal et Elliant. Elle ferma dès 1933.

#### Première Guerre mondiale

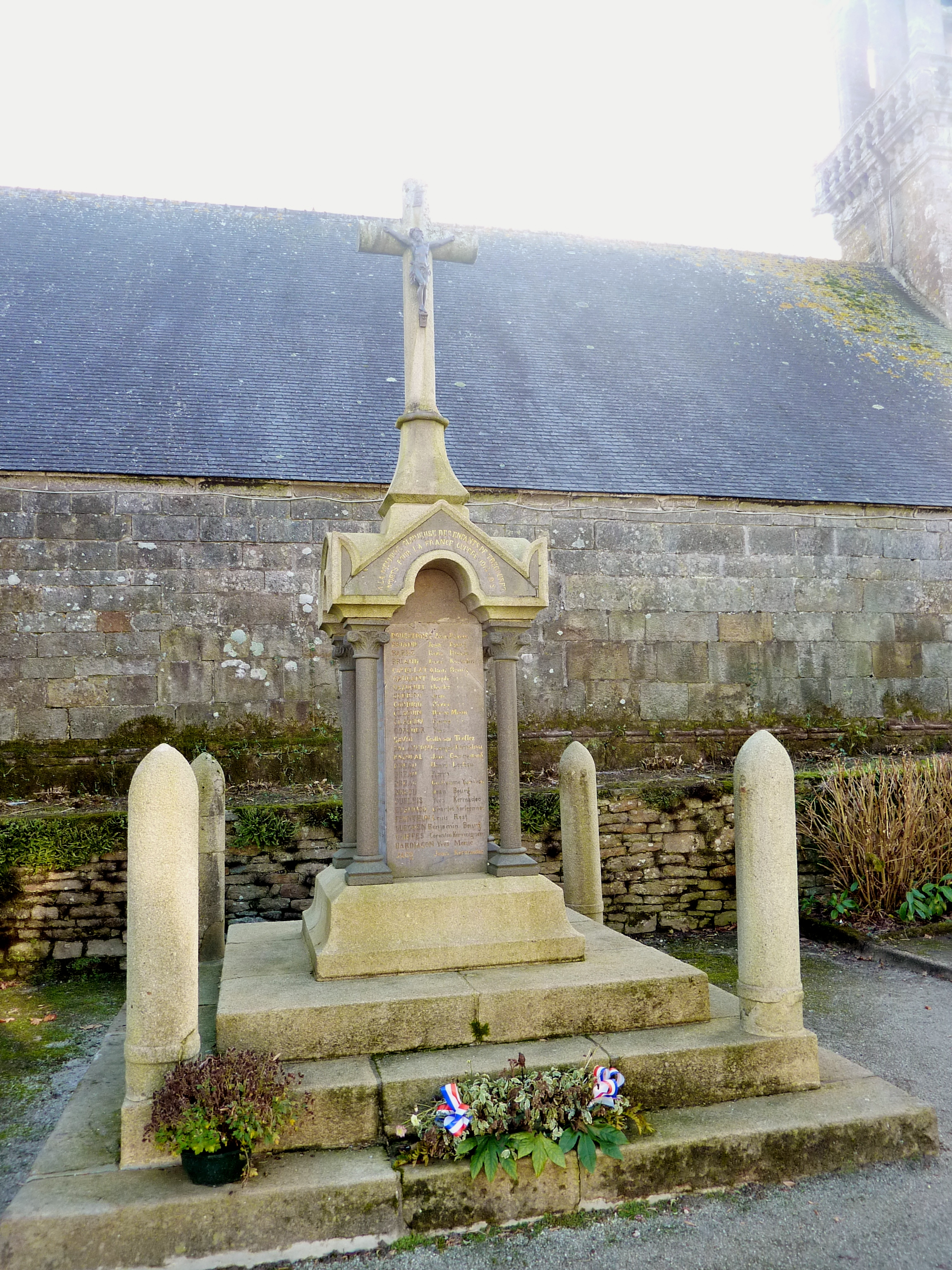
Trégourez : le monument aux morts.

Le monument aux morts de Trégourez porte les noms de 78 soldats morts pour la France pendant la Première Guerre mondiale ; parmi eux, un (Laurent Péron) est décédé sur le front belge pendant la Course à la mer ; un (Étienne Stervinou) est décédé en Grèce alors qu'il était membre de l'Armée française d'Orient, un (Michel Rosparts) est décédé dans un hôpital suisse où il était soigné pour une maladie contractée alors qu'il était prisonnier en Allemagne ; un (Pierre Le Du) est disparu en mer ; la plupart des autres sont décédés sur le sol français ; parmi eux, deux (Yves Herdiagon et Pierre Dréau) furent décorés de la Croix de guerre et de la médaille militaire ; Jean Le Moigne fut décoré de la Croix de guerre, Maurice Mahé et Alain Tassain reçurent la médaille militaire.

#### Entre-deux-guerres
Des petits pois cultivés dans la région de Trégourez, Coray, Châteauneuf-du-Faou étaient livrés aux conserveries de Concarneau.
En 1938, le cimetière de Trégourez possédait trois beaux ifs « dont un de 2,5 mètres de circonférence à 1 mètre du sol ». Ce cimetière est également représenté sur une photographie publiée par le journal Ouest-Éclair en 1933.

#### Seconde Guerre mondiale
Yves Allain, né le 21 juin 1922 à Trégourez, participa dès 1941 à la distribution de tracts et journaux clandestins au lycée Henri-IV, puis fut membre du réseau Bourgogne où il fut l'adjoint de Georges Broussine, participant à l'exfiltration de France de près de 250 aviateurs alliés et d'une centaine de civils français, organisant aussi des parachutages dans la région de Trégourez, puis s'engagea dans les Forces françaises libres en juin 1943 et reçut entre autres décorations la médaille de la Liberté avec palme d'or. À la suite d'un article de Jean-Paul Ollivier et Goulven Péron, une rue de Trégourez porte désormais son nom. Il est mort assassiné en 1966 à Rabat (Maroc) alors qu'il était le directeur local de l'ORTF dans ce pays, alors protectorat français.
Le 1er mars 1944, Bernard Corentin, de Guilven, est tué à Pont ar Guip en Trégourez par des soldats allemands lors d'un incident entre la population locale et les troupes d'occupation.

#### La foire de Trégourez
En 1960, le Comité des fêtes décide la création d'une foire agricole à Trégourez le week-end du Dimanche des Rameaux ; elle fut organisée à cette date chaque année jusqu'en 2000, attirant jusqu'à 100 000 visiteurs ; en 1990, elle fut inaugurée par Laurent Fabius, alors président de l'Assemblée nationale.

## Politique et administration

### Rattachements administratifs et électoraux

#### Rattachements administratifs
La commune se trouve dans l'arrondissement de Châteaulin du département du Finistère.
Elle faisait partie depuis 1801 du canton de Châteauneuf-du-Faou. Dans le cadre du redécoupage cantonal de 2014 en France, cette circonscription administrative territoriale a disparu, et le canton n'est plus qu'une circonscription électorale.

#### Rattachements électoraux
Pour les élections départementales, la commune fait partie depuis 2014 du canton de Briec.
Pour l'élection des députés, elle fait partie de la sixième circonscription du Finistère.

### Intercommunalité
Trégourez est membre de la communauté de communes de Haute Cornouaille, un établissement public de coopération intercommunale (EPCI) à fiscalité propre créé en 1993 sous le nom de communauté de communes du Pays de Châteauneuf  et auquel la commune a transféré un certain nombre de ses compétences, dans les conditions déterminées par le code général des collectivités territoriales.
Cette intercommunalité fait partie du Pays du Centre Ouest Bretagne (COB).

### Liste des maires
| Période                                  | Période                        | Identité                  | Étiquette   | Qualité                                                                                       |
| ---------------------------------------- | ------------------------------ | ------------------------- | ----------- | --------------------------------------------------------------------------------------------- |
| Les données manquantes sont à compléter. |                                |                           |             |                                                                                               |
|                                          |                                |                           |             |                                                                                               |
| 1803                                     | 1804                           | M. Bleusen                |             |                                                                                               |
| 1808                                     | 1816                           | Jean Mahé                 |             |                                                                                               |
| 1820                                     | 1836                           | Alain Le Bourhis          |             |                                                                                               |
| 1844                                     | après 1854                     | M. Mahé                   |             |                                                                                               |
| 1865                                     | 1873                           | Yves Quintin              |             |                                                                                               |
| 1874                                     | 1878                           | Corentin Mahé             |             |                                                                                               |
| février 1878                             |                                | Grégoire Le du            |             |                                                                                               |
| 1883                                     | 1884                           | Corentin Mahé             |             |                                                                                               |
| 1884                                     | 1889                           | Alain Péron               |             |                                                                                               |
| 1889                                     | 1892                           | Corentin Lavanant         |             |                                                                                               |
| 1892                                     | 1912                           | Jacques Guillaume Quéméré | Républicain | Conseiller d'arrondissement de Châteauneuf-du-Faou (1895 → 1898) Chevalier du Mérite agricole |
| 1912                                     | 1919                           | René Bourhis              |             |                                                                                               |
| 1919                                     | 1925                           | Pierre Mérour             |             |                                                                                               |
| 1925                                     | 1934                           | Jean Dalayeun             | RG          | Agriculteur Conseiller d'arrondissement de Châteauneuf-du-Faou (1923 → 194098)                |
| 1934                                     | 1944                           | Jean Marie Barre          |             |                                                                                               |
| 1947                                     | 1963                           | Louis Le Du               |             |                                                                                               |
| mars 1965                                | mars 2001                      | Pierre Kerneïs,           | PCF         | Cultivateur, syndicaliste agricole Chevalier des Palmes académiques                           |
| mars 2001                                | octobre 2004                   | François Le Garrec        | PCF         | Pépiniériste, syndicaliste agricole Démissionnaire                                            |
| octobre 2004                             | mai 2020                       | Hervé Donnard             | PCF         | Agriculteur retraité Chevalier de l'Ordre national du Mérite                                  |
| mai 2020                                 | septembre 2022                 | Géraldine Hary            |             | Illustratrice indépendante Démissionnaire                                                     |
| décembre 2022                            | En cours (au 30 novembre 2023) | Lénaïk Jourdren           |             | Infirmière libérale                                                                           |

## Équipements et services publics
La commune dispose d'une salle communale, dénommée Pierre-Kerneïs et rénovée en 2024.
L'intercommunalité anime à la bibliothèque de Trégourez un point cyber

### Enseignement
La commune dispose d'une école publique, dénommée depuis 2024 école des Hirondelles.

### Postes et télécommunications
Une agence postale communale est installée en mairie,.

### Justice, sécurité, secours et défense
Une caserne de pompiers défend la commune et ses environs. Des formations « jeunes pompiers » sont organisées pour les adolescents

## Population  et société
Les habitants et habitantes de la commune de Trégourez sont appelés les Trégourézois et les Trégourézoises.

### Démographie
L'évolution du nombre d'habitants est connue à travers les recensements de la population effectués dans la commune depuis 1793. Pour les communes de moins de 10 000 habitants, une enquête de recensement portant sur toute la population est réalisée tous les cinq ans, les populations de référence des années intermédiaires étant quant à elles estimées par interpolation ou extrapolation. Pour la commune, le premier recensement exhaustif entrant dans le cadre du nouveau dispositif a été réalisé en 2008.

En 2022, la commune comptait 952 habitants, en évolution de −3,25 % par rapport à 2016 (Finistère : +2,16 %, France hors Mayotte : +2,11 %).
| 1793 | 1800 | 1806 | 1821  | 1831  | 1836  | 1841  | 1846  | 1851  |
| ---- | ---- | ---- | ----- | ----- | ----- | ----- | ----- | ----- |
| 891  | 948  | 920  | 1 008 | 1 058 | 1 085 | 1 074 | 1 065 | 1 081 |

| 1856  | 1861  | 1866  | 1872  | 1876  | 1881  | 1886  | 1891  | 1896  |
| ----- | ----- | ----- | ----- | ----- | ----- | ----- | ----- | ----- |
| 1 101 | 1 115 | 1 255 | 1 122 | 1 170 | 1 190 | 1 185 | 1 255 | 1 256 |

| 1901  | 1906  | 1911  | 1921  | 1926  | 1931  | 1936  | 1946  | 1954  |
| ----- | ----- | ----- | ----- | ----- | ----- | ----- | ----- | ----- |
| 1 292 | 1 470 | 1 502 | 1 410 | 1 336 | 1 275 | 1 313 | 1 213 | 1 129 |

| 1962  | 1968  | 1975 | 1982 | 1990 | 1999 | 2006 | 2008 | 2013 |
| ----- | ----- | ---- | ---- | ---- | ---- | ---- | ---- | ---- |
| 1 111 | 1 004 | 921  | 878  | 939  | 949  | 944  | 944  | 991  |

| 2018 | 2022 | - | - | - | - | - | - | - |
| ---- | ---- | - | - | - | - | - | - | - |
| 960  | 952  | - | - | - | - | - | - | - |

### Vie associative
- La société de chasse de Trégourez organise les activités cynégétiques sur la commune[81], et l'Aappma de Trégourez en fait de même pour la pêche[82].

- L'association Toun' Dut propose des activités sportives, artistiques, créatives, culinaires et de bien-être[83]

## Culture locale et patrimoine

### Lieux et monuments
- L'église paroissiale Saint-Idunet  Inscrit MH (1931)[84],[85], dédiée à saint Idunet, date du XVe siècle ; elle a été rénovée aux XVIe et XVIIe siècles ; le porche sud dont le toit est en forme de carène renversée et le porche de la sacristie datent du XVIIe siècle.

L'église paroissiale
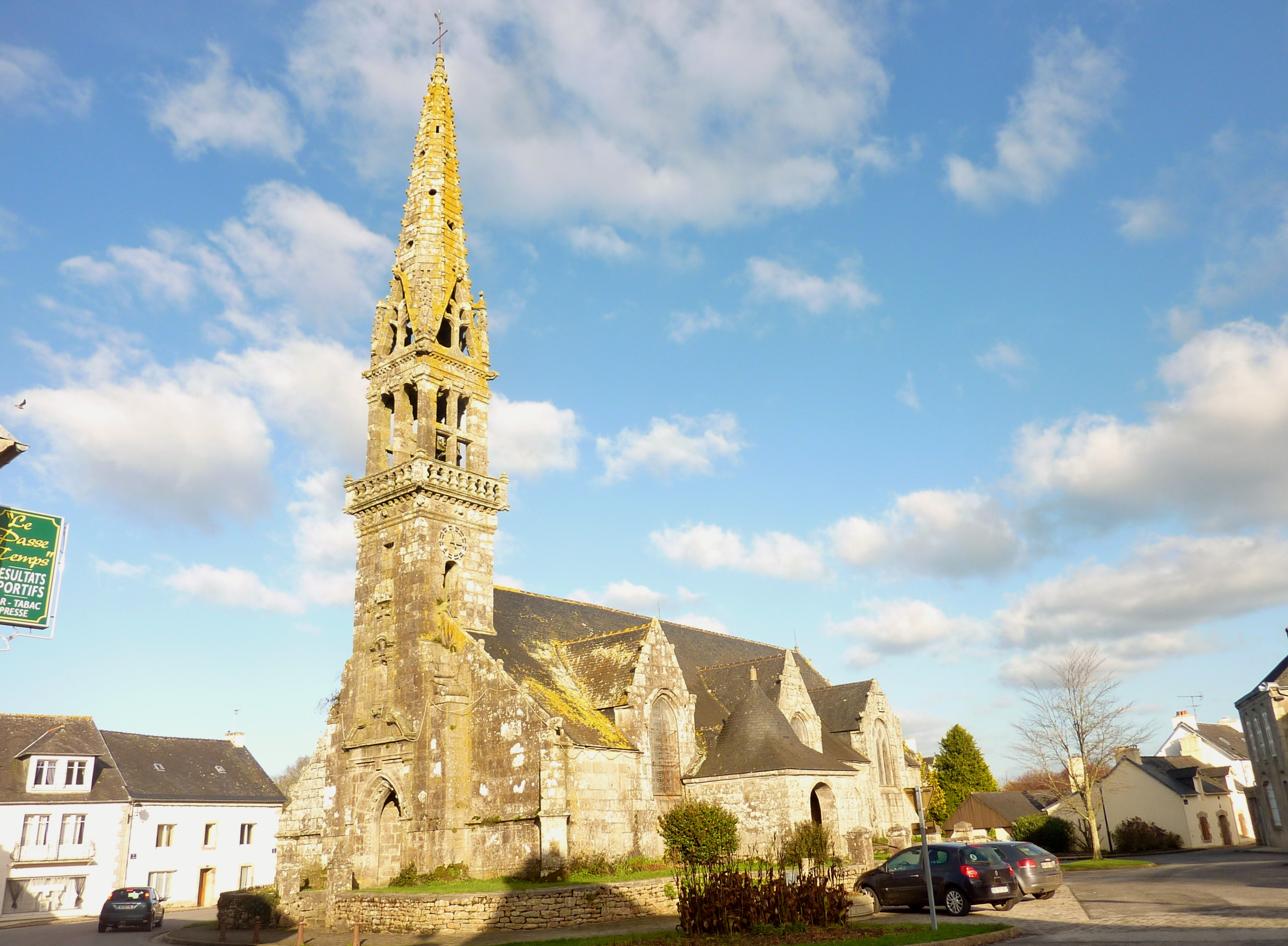
Vue d'ensemble de l'église paroissiale.
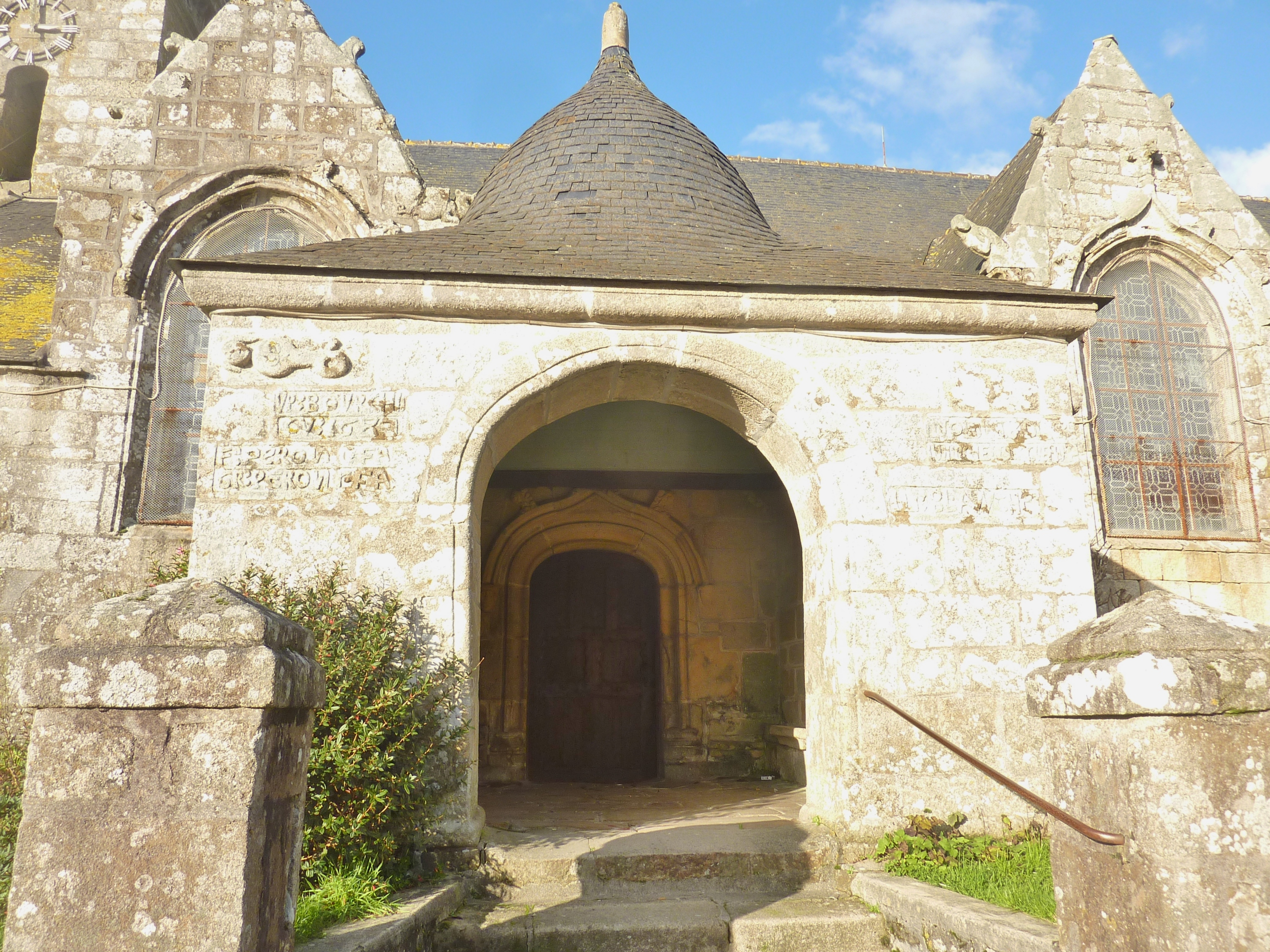
Le porche de l'église paroissiale Saint-Idunet.
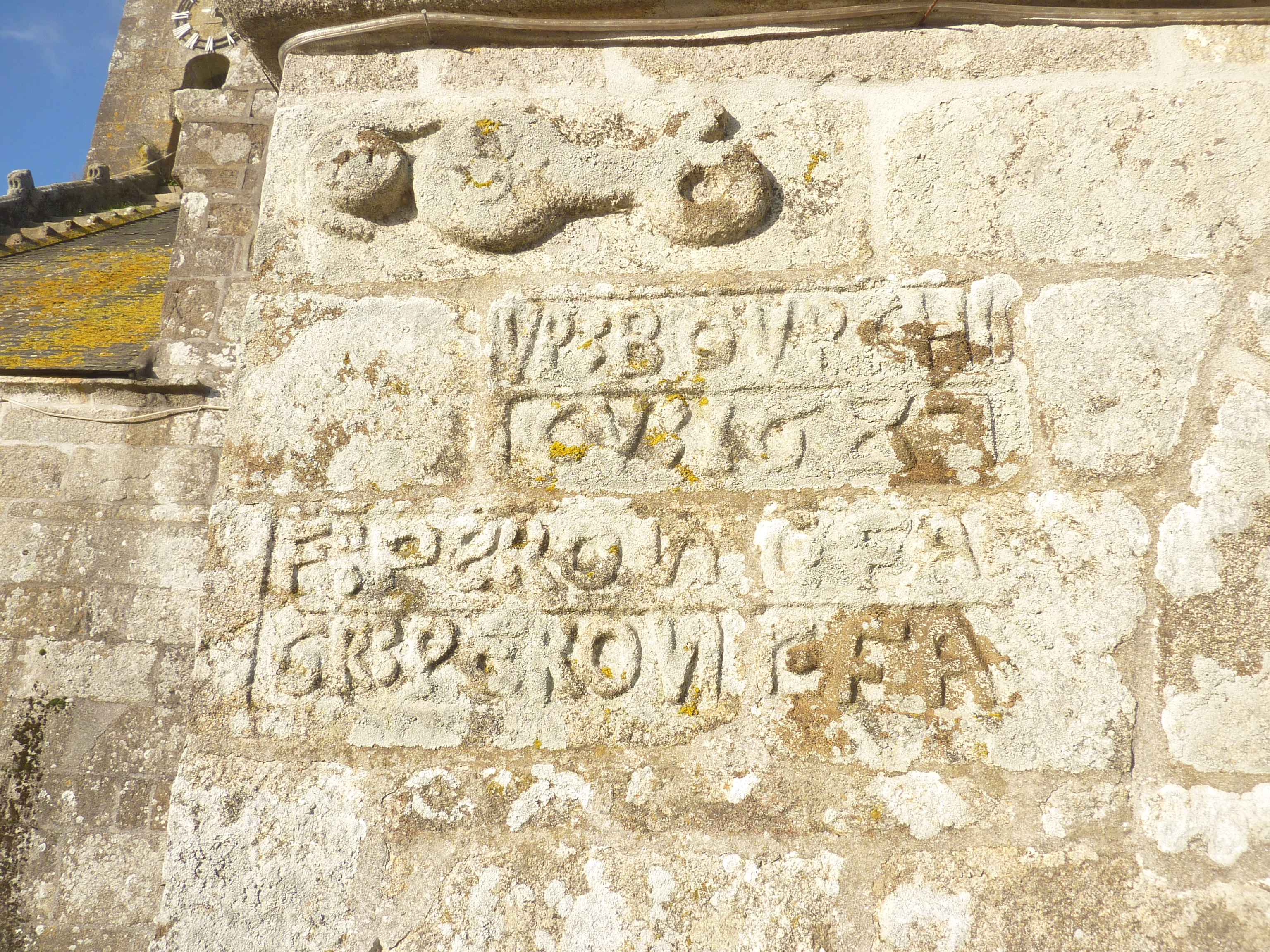
Inscription indiquant la date de construction du porche (1687).

- La chapelle Notre-Dame de Ponthouarc'h  Inscrite MH (1928)[86],[87] date du XVe siècle et du XVIe siècle[88], et son calvaire  Inscrit MH (1928)[89].

La chapelle ND-de Ponthouarc'h
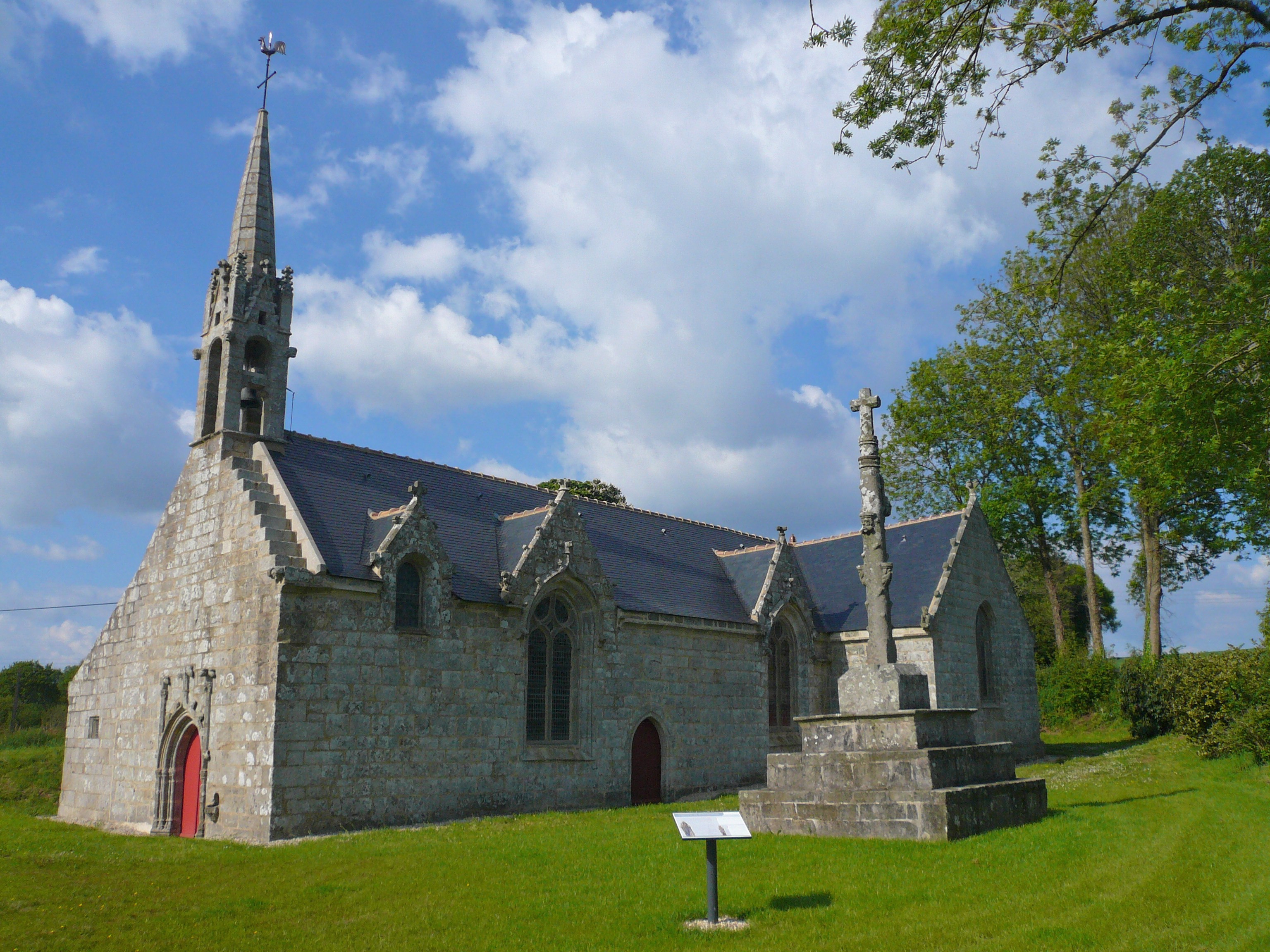
Vue d'ensemble.
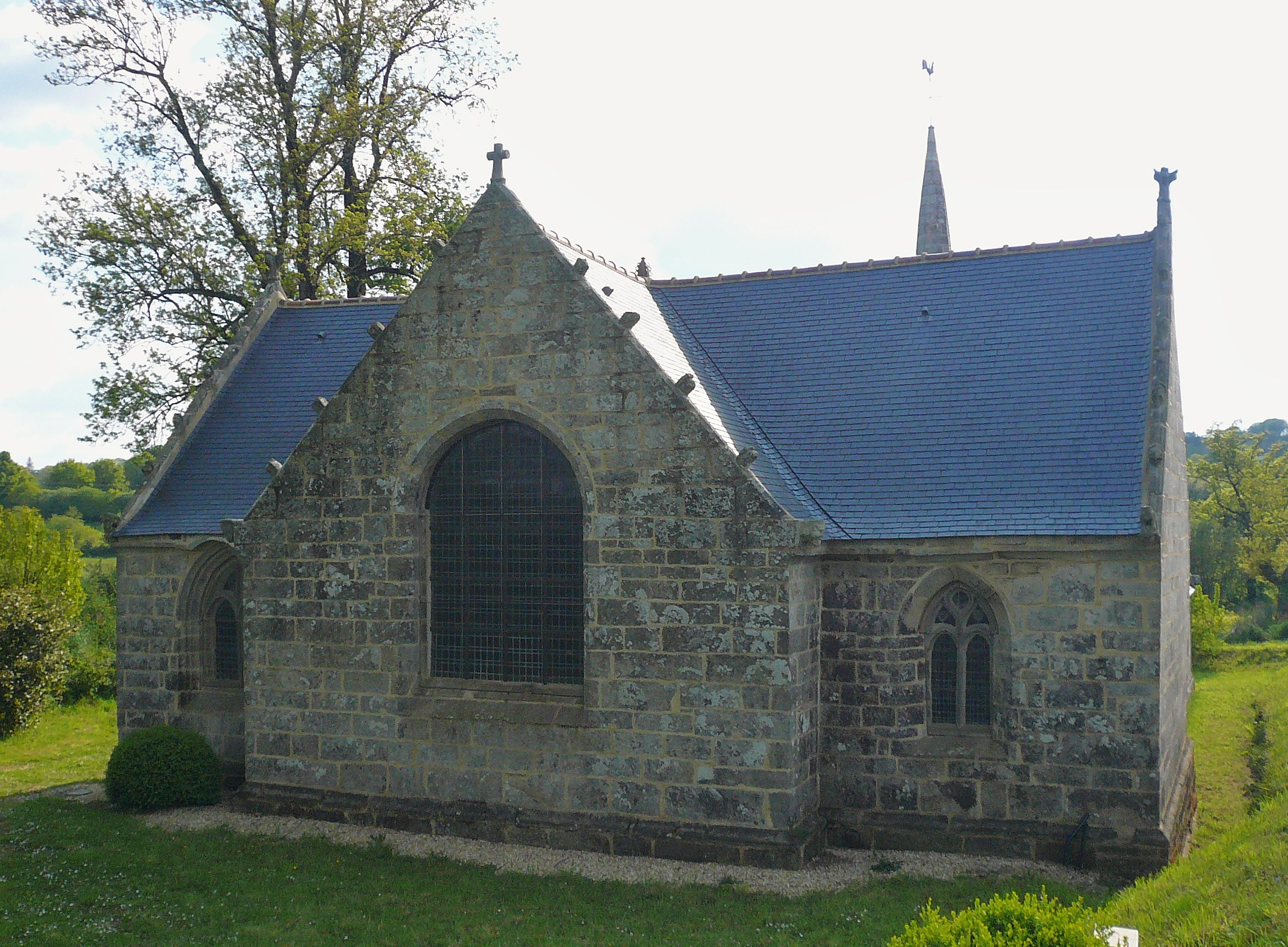
Le chevet.
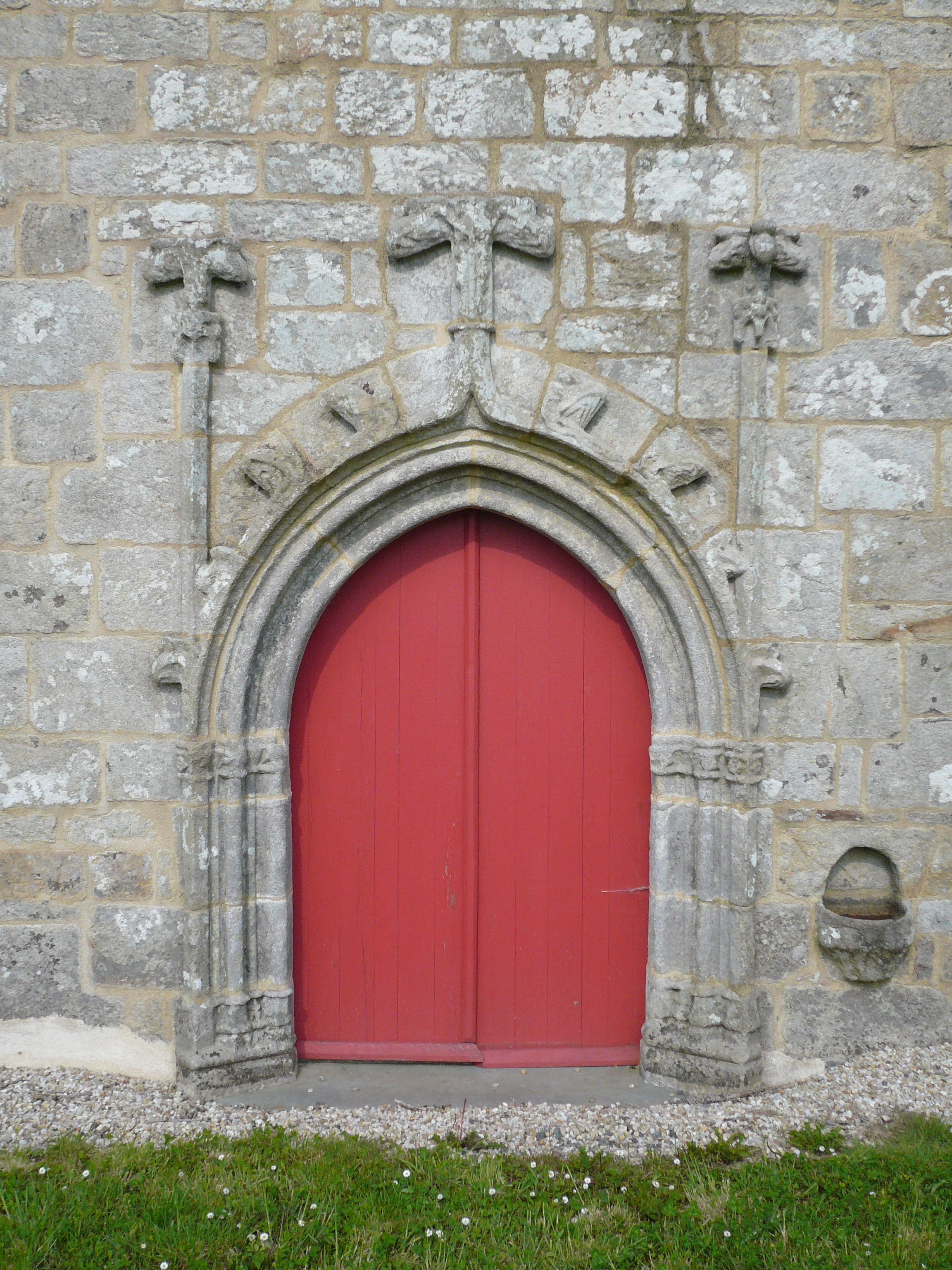
Portail ouvragé
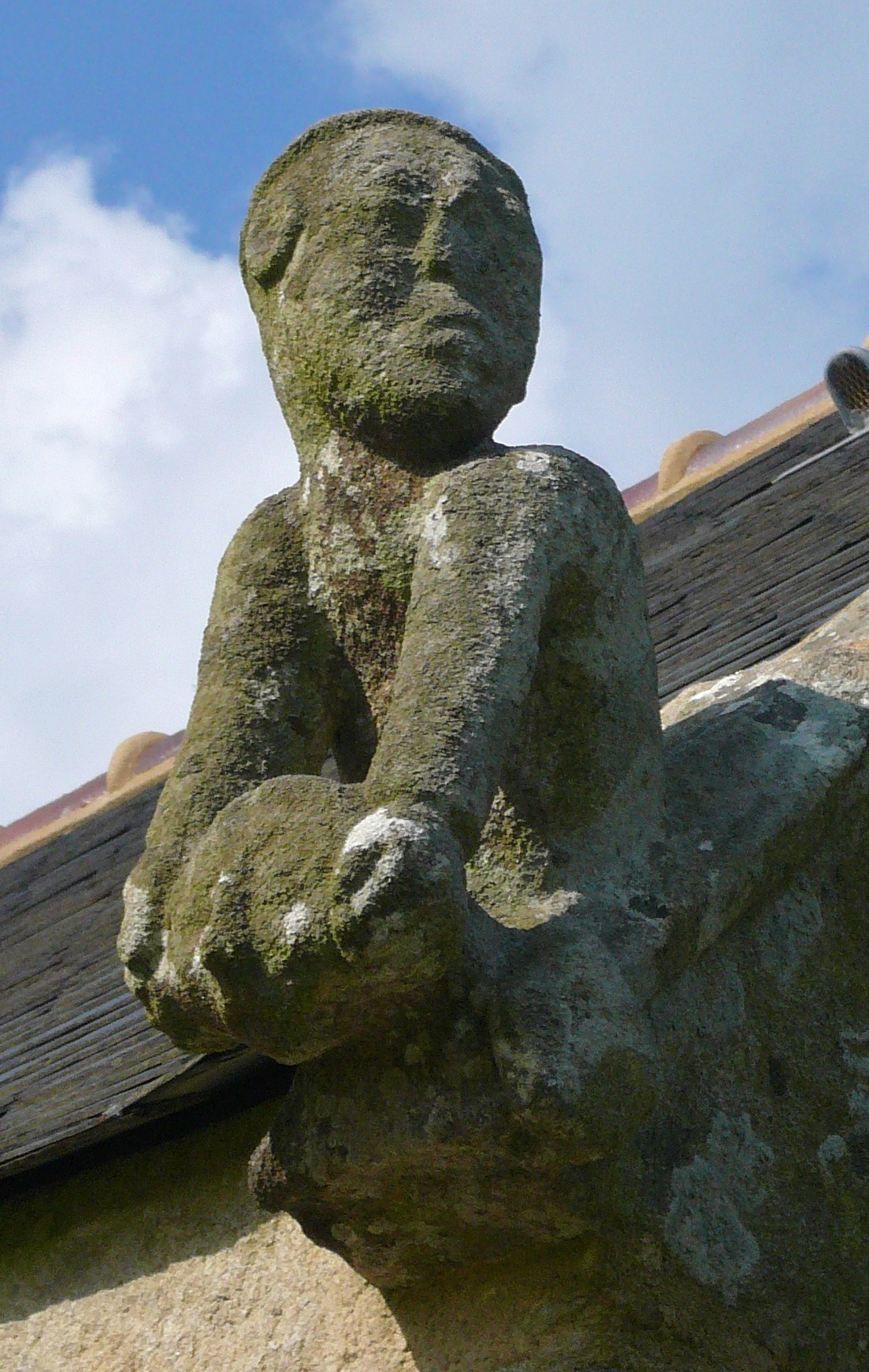
Acrotère sculpté.
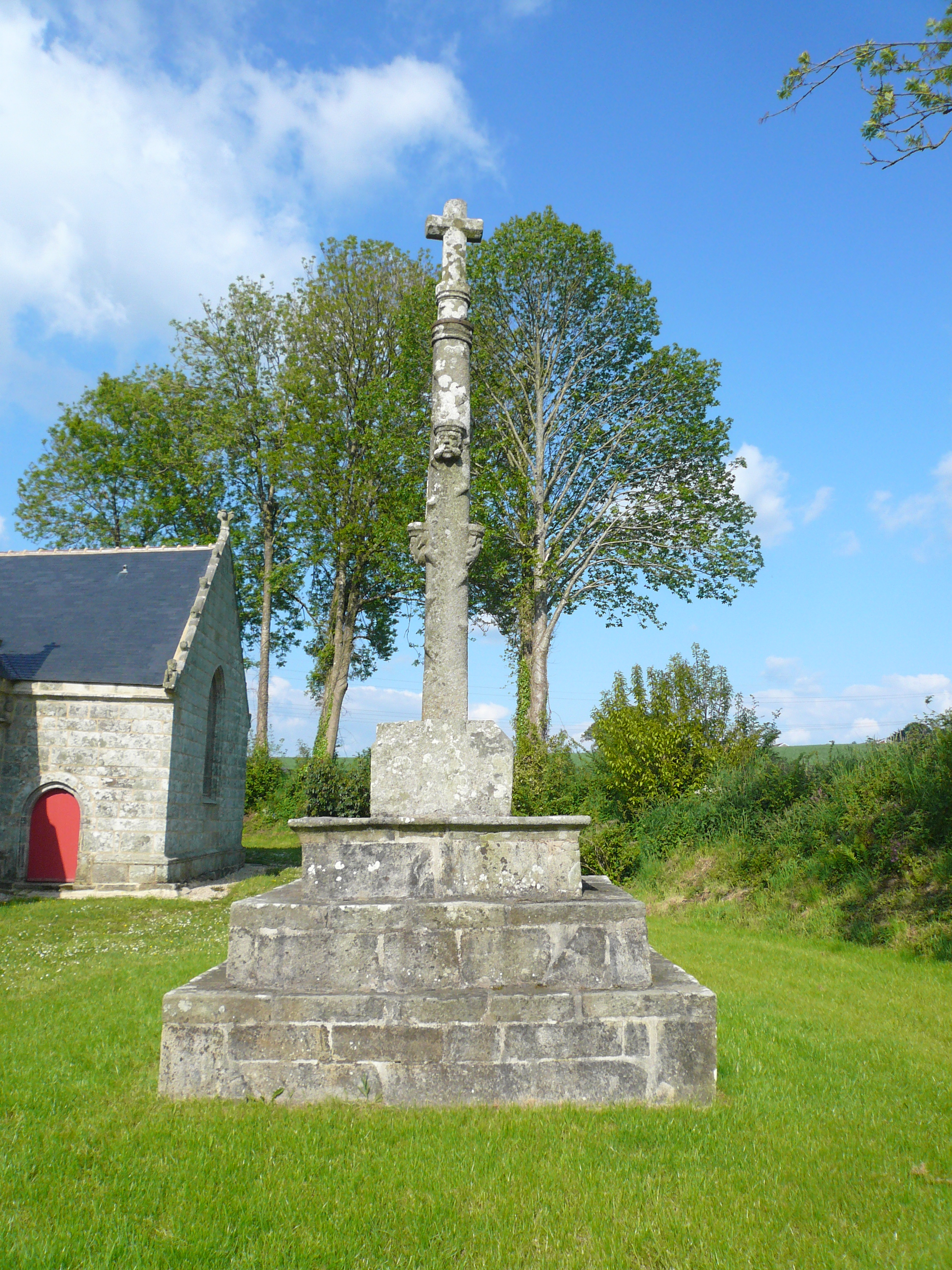
Le calvaire.

- Manoir du Gouërec des XVIIIe et XIXe siècles.
- Maisons et fermes anciennes, du XVIIe au XIXe siècle[90].
- Presbytère, 8, Place de l'église, de 1854[91].
- Croix monumentale de Kernaliou, érigée en 1820 à l'initiative de Marie Le Corr de Kernalliou[92]
- Croix monumentale de Kerhardic, dont les parties les plus anciennes datent du XVIe siècle et remaniée au début du XIXe siècle à l'initiative de Corentin Le Pitillon, ornée d'un Christ souffrant du XVIe siècle de provenance inconnue[93].
- Calvaire du cimetière, datant du XVIe siècle et remanié au XIXe siècle, orné d'un Christ en croix et des Armes du Plessis, de Kergus, de Kernezne[94].

### Divers
- Une chanson traditionnelle bretonne racontant des événements survenus dans les années 1700 a été recueillie et publiée par François-Marie Luzel et Anatole Le Braz : L'héritière de chez Jacques évoque Trégourez[95].

### Héraldique
| Blason de Trégourez | Blason  | Trégourez blasonne au 1 d'azur, à l'agneau pascal d'argent, arboré de sable ; l'étendard chargé d'une croix de même ; au 2 d'argent au dragon ailé de gueules ; au 3 d'hermine ; au 4 d'azur semé de grenouilles d'or ; une croix gironnée d'or de huit pièces portant sur le tout.[réf. nécessaire] |
| Blason de Trégourez | Détails | Les grenouilles rappellent la mémoire du seigneur Wicon et l'étang des grenouilles à Ponthouar. Elles rappellent aussi le paganisme des temps anciens auquel s'oppose le christianisme (l'agneau pascal). En opposition encore, les hermines de la Bretagne ducale (XIIIe siècle et plus) et le dragon des Bretons des temps anciens, ceux qui ont fondé la paroisse. L'azur représente aussi le bleu du Pays Glazig dont Trégourez fait partie. Quant à l'agneau, il rappelle aussi le bélier de la Cornouaille.[réf. nécessaire] Le statut officiel du blason reste à déterminer. |

## Pour approfondir